# يورغن فان دي وال
يورغن فان دي وال (بالفرنسية: Jurgen Van de Walle)‏ ولد بتاريخ 9 فبراير 1977 في بلجيكا، هو دراج بلجيكي سابق في صنف سباق الدراجات على الطريق.

## سجل النتائج

### المراكز
- حقق المركز الـ 8 في طواف كاليفورنيا 2008

## روابط خارجية
- يورغن فان دي وال على موقع الاتحاد الدولي للدراجات (الإنجليزية)
- يورغن فان دي وال على موقع أرشيف الدراجات (الإنجليزية)
- يورغن فان دي وال على موقع إحصائيات الدراجات الإحترافية (الإنجليزية)
- يورغن فان دي وال على موقع نسبة الدراجات (الإنجليزية)
- يورغن فان دي وال على موقع CycleBase (الإنجليزية)